# パブリック・アイ
『パブリック・アイ』（原題：The Public Eye）は、1992年制作のアメリカ合衆国の映画。
戦前から1940年代にかけて、主にニューヨークで活躍した写真家アーサー・フェリグ（通称：ウィージー）をモデルとしている。ロバート・ゼメキス製作総指揮。

## あらすじ
1940年代のニューヨーク。フリー・カメラマンのレオン・バーンスタイン・通称バーンジーはある日、高級クラブのオーナーのケイから、亡くなった夫に金を貸していて、店の抵当権があるというエミリオという男のことを調査してほしいと依頼される。
しかし、エミリオは自宅のアパートで惨殺死体で発見され、バーンジーはFBIから事情聴取を受け、さらにその後、マフィアのファリネリの事務所に連れて行かれる。
さらに調査を進めたバーンジーは、ファリネリと敵対するマフィアのスポレトや、ケイの夫がガソリン配給券の横流しに深く関わっていたことを突きとめる。
バーンジーはファリネリの手下サルの家を訪ね、ファリネリ一家の幹部を皆殺しにするという恐ろしい計画があることを知る…。

## キャスト
| 役名                               | 俳優                     | 日本語吹替 |
| ---------------------------------- | ------------------------ | ---------- |
| レオン・バーンスタイン“バーンジー” | ジョー・ペシ             | 青野武     |
| ケイ・レヴィッツ                   | バーバラ・ハーシー       | 弥永和子   |
| ダニー                             | ジャレッド・ハリス       | 津田英三   |
| コンクリン                         | ゲリー・ベッカー         | 清川元夢   |
| アーサー                           | ジェリー・アドラー       |            |
| サル                               | スタンリー・トゥッチ     | 辻親八     |
| スポレト                           | ドミニク・キアネーゼ     | 大木民夫   |
| ファリネリ                         | リチャード・フォロンジー | 中庸助     |
| オブライエン                       | リチャード・リール       |            |
| カメラマン                         | リチャード・シフ         |            |